# Mongolia en los Juegos Olímpicos de Tokio 2020
Mongolia estuvo representada en los Juegos Olímpicos de Tokio 2020 por un total de 43 deportistas, 18 hombres y 25 mujeres, que compitieron en 10 deportes.
Los portadores de la bandera en la ceremonia de apertura fueron el yudoca Ölziibayaryn Düürenbayar y la jugadora de baloncesto Onolbaatar Khulan.

## Medallistas
El equipo olímpico mongol obtuvo las siguientes medallas:
| Nombre                    | Deporte     | Competición |
| ------------------------- | ----------- | ----------- |
| Oro                       |             |             |
| —                         |             |             |
| Plata                     |             |             |
| Saeid Molaei              | Yudo        | –81 kg M    |
| Bronce                    |             |             |
| Bat-Ochiryn Bolortuyaa    | Lucha libre | 53 kg F     |
| Mönjbatyn Urantsetseg     | Yudo        | –48 kg F    |
| Tsend-Ochiryn Tsogtbaatar | Yudo        | –73 kg M    |